# توفيق الحكيم
توفيق الحكيم (9 أكتوبر 1898 – 26 يوليو 1987)، كاتب وأديب مصري، من رواد الرواية والكتابة المسرحية العربية ومن الأسماء البارزة في تاريخ الأدب العربي الحديث، كانت للطريقة التي استقبل بها الشارع الأدبي العربي إنتاجاته الفنية، بين اعتباره نجاحًا عظيمًا تارة وإخفاقا كبيرا تارة أخرى، الأثر الأعظم على تبلور خصوصية تأثير أدب توفيق الحكيم وفكره على أجيال متعاقبة من الأدباء، وكانت مسرحيته المشهورة أهل الكهف في عام 1933 حدثًا هامًا في الدراما العربية فقد كانت تلك المسرحية بدايةً لنشوء تيار مسرحي عرف بالمسرح الذهني. بالرغم من الإنتاج الغزير لتوفيق الحكيم فإنه لم يكتب إلا عدداً قليلاً من المسرحيات التي يمكن تمثيلها على خشبة المسرح فمعظم مسرحياته من النوع الذي كُتب ليُقرأ فيكتشف القارئ من خلاله عالمًا من الدلائل والرموز التي يمكن إسقاطها على الواقع في سهولة لتسهم في تقديم رؤية نقدية للحياة والمجتمع تتسم بقدر كبير من العمق والوعي.
سمي تياره المسرحي بالمسرح الذهني لصعوبة تجسيده في عمل مسرحي، وكان توفيق الحكيم يدرك ذلك جيداً حيث قال في إحدى اللقاءات الصحفية: "إني اليوم أقيم مسرحي داخل الذهن وأجعل الممثلين أفكارا تتحرك في المطلق من المعاني مرتدية أثواب الرموز، لهذا اتسعت الهوة بيني وبين خشبة المسرح ولم أجد قنطرة تنقل مثل هذه الأعمال إلى الناس غير المطبعة. كان الحكيم أول مؤلف استلهم في أعماله المسرحية موضوعات مستمدة من التراث المصري وقد استلهم هذا التراث عبر عصوره المختلفة، سواء أكانت فرعونية أو رومانية أو قبطية أو إسلامية لكن بعض النقاد اتهموه بأن له ما وصفوه بميول فرعونية وخاصة بعد روايته عودة الروح.
أرسله والده إلى فرنسا ليبتعد عن المسرح ويتفرغ لدراسة القانون، ولكنه وخلال إقامته في باريس لمدة 3 سنوات اطلع على فنون المسرح الذي كان شُغله الشاغل، واكتشف الحكيم حقيقة أن الثقافة المسرحية الأوروبية بأكملها أسست على أصول المسرح اليوناني، فقام بدراسة المسرح اليوناني القديم كما اطلع على الأساطير والملاحم اليونانية العظيمة. عندما قرأ توفيق الحكيم أن بعض لاعبي كرة القدم دون العشرين يقبضون ملايين الجنيهات قال عبارته المشهورة: «انتهى عصر القلم وبدأ عصر القدم، لقد أخذ هذا اللاعب في سنة واحدة ما لم يأخذه كل أدباء مصر من أيام إخناتون».
عاصر الحربين العالميتين 1914 - 1939. وعاصر عمالقة الأدب في تلك الفترة مثل مصطفى صادق الرافعي وطه حسين والعقاد وأحمد أمين وسلامة موسى. وعمالقة الشعر مثل أحمد شوقي وحافظ إبراهيم، وعمالقة الموسيقى مثل سيد درويش وزكريا أحمد والقصبجي، وعمالقة المسرح المصري مثل جورج أبيض ويوسف وهبي والريحاني. كما عاصر فترة انحطاط الثقافة المصرية (حسب رأيه) في الفترة الممتدة بين الحرب العالمية الثانية وقيام ثورة يوليو 1939 - 1952. هذه المرحلة التي وصفها في مقال له بصحيفة أخبار اليوم بالعصر «الشكوكي»، وذلك نسبة إلى محمود شكوكو.

## نشأته

توفيق الحكيم في طفولته

ولد توفيق إسماعيل الحكيم في 9 أكتوبر 1897 بالإسكندرية لأب مصري من أصل ريفي يعمل في سلك القضاء في مدينة الدلنجات بمحافظة البحيرة، وكان يعد من أثرياء الفلاحين، وأم تركية أرستقراطية كانت ابنة لأحد الضباط الأتراك المتقاعدين لكنَ هناك من يقدم تاريخاً آخر لولادته وذلك حسب ما أورده الدكتور إسماعيل أدهم والدكتور إبراهيم ناجي في دراستهما عن توفيق الحكيم حيث أرَّخا تاريخ مولده عام 1903م بضاحية الرمل في مدينة الإسكندرية. كانت والدته سيدة متفاخرة لأنها من أصل تركي، وكانت تقيم العوائق بين توفيق الحكيم وأهله من الفلاحين، فكانت تعزله عنهم وعن أترابه من الأطفال وتمنعهم من الوصول إليه، ولعل ذلك ما جعله يستدير إلى عالمه العقلي الداخلي. عندما بلغ السابعة من عمره التحق بمدرسة دمنهور الابتدائية حتى انتهى من تعليمه الابتدائي سنة 1915 ثم ألحقه أبوه بمدرسة حكومية في محافظة البحيرة حيث أنهى الدراسة الثانوية ، ثم انتقل إلى القاهرة مع أعمامه، لمواصلة الدراسة الثانوية في مدرسة محمد علي الثانوية، بسبب عدم وجود مدرسة ثانوية في منطقته. وفي هذه الفترة وقع في غرام جارة له، ولكن لم تكن النهاية لطيفة عليه. أتاح له هذا البعد عن عائلته نوعاً من الحرية فأخذ يهتم بنواحٍ لم يتيسر له العناية بها إلى جانب أمه كالموسيقى والتمثيل ولقد وجد في تردده على فرقة جورج أبيض ما يرضي ميوله الفنية للانجذاب إلى المسرح.
في عام 1919م مع الثورة المصرية شارك مع أعمامه في المظاهرات وقبض عليهم واعتقلوا بسجن القلعة. إلا أن والده استطاع نقله إلى المستشفى العسكري إلى أن أفرج عنه. عاد عام 1920 إلى الدراسة وحصل على شهادة البكالوريا عام 1921م. ثم انضم إلى كلية الحقوق حسب رغبة أبيه ليتخرج منها عام 1925م، التحق توفيق الحكيم بعد ذلك بمكتب أحد المحامين المشهورين، فعمل محامياً متدربا لفترة زمنية قصيرة، ونتيجة لاتصالات عائلته بأشخاص ذوي نفوذ، تمكن والده من الحصول على دعم أحد المسؤولين في إيفاده في بعثة دراسية إلى باريس لمتابعة دراساته العليا في جامعتها قصد الحصول على شهادة الدكتوراه في الحقوق والعودة للتدريس في إحدى الجامعات المصرية الناشئة؛ فغادر إلى باريس لنيل شهادة الدكتوراه (1925م - 1928م). وفي باريس، كان يزور متاحف اللوفر وقاعات السينما والمسرح، واكتسب من خلال ذلك ثقافة أدبية وفنية واسعة إذ اطلع على الأدب العالمي وفي مقدمته اليوناني والفرنسي.
انصرف عن دراسة القانون، واتجه إلى الأدب المسرحي والقصص، وتردد على المسارح الفرنسية ودار الأوبرا، فاستدعاه والداه في سنة 1927 أي بعد ثلاث سنوات فقط من إقامته هناك، وعاد الحكيم صفر اليدين من الشهادة التي أوفد من أجل الحصول عليها. عاد سنة 1928 إلى مصر ليعمل وكيلاً للنائب العام سنة 1930، في المحاكم المختلطة بالإسكندرية ثم في المحاكم الأهلية. وفي سنة 1934 انتقل إلى وزارة المعارف ليعمل مفتشاً للتحقيقات، ثم نقل مديراً لإدارة الموسيقى والمسرح بالوزارة عام 1937، ثم إلى وزارة الشؤون الاجتماعية ليعمل مديرا لمصلحة الإرشاد الاجتماعي. استقال في سنة 1944، ليعود ثانية إلى الوظيفة الحكومية سنة 1954 مديرا لدار الكتب المصرية. وفي نفس السنة انتخب عضواً عاملاً بمجمع اللغة العربية وفي عام 1956 عيّن عضوا متفرغا في المجلس الأعلى لرعاية الفنون والآداب بدرجة وكيل وزارة. وفي سنة 1959 عيّن كمندوب مصر بمنظمة اليونسكو في باريس. ثم عاد إلى القاهرة في أوائل سنة 1960 إلى موقعه في المجلس الأعلى للفنون والآداب. عمل بعدها مستشاراً بجريدة الأهرام ثم عضواً بمجلس إدارتها في عام 1971.

## أسلوب كتابة الحكيم
مزج توفيق الحكيم بين الرمزية والواقعية علي نحو فريد يتميز بالخيال والعمق دون تعقيد أو غموض. وأصبح هذا الاتجاه هو الذي يكون مسرحيات الحكيم بذلك المزاج الخاص والأسلوب المتميز الذي عرف به. ويتميز الرمز في أدب توفيق الحكيم بالوضوح وعدم المبالغة في الإغلاق أو الإغراق في الغموض؛ ففي أسطورة إيزيس التي استوحاها من كتاب الموتى فإن أشلاء أوزوريس الحية في الأسطورة هي مصر المتقطعة الأوصال التي تنتظر من يوحدها ويجمع أبناءها علي هدف واحد. و (عودة الروح) هي الشرارة التي أوقدتها الثورة المصرية، وهو في هذه القصة يعمد إلي دمج تاريخ حياته في الطفولة والصبا بتاريخ مصر، فيجمع بين الواقعية والرمزية معا على نحو جديد، وتتجلي مقدرة الحكيم الفنية في قدرته الفائقة على الإبداع وابتكار الشخصيات وتوظيف الأسطورة والتاريخ على نحو يتميز بالبراعة والإتقان، ويكشف عن مهارة تمرس وحسن اختيار للقالب الفني الذي يصب فيه إبداعه، سواء في القصة أو المسرحية، بالإضافة إلي تنوع مستويات الحوار لديه بما يناسب كل شخصية من شخصياته، ويتفق مع مستواها الفكري والاجتماعي؛ وهو ما يشهد بتمكنه ووعيه. ويمتاز أسلوب توفيق الحكيم بالدقة والتكثيف الشديد وحشد المعاني والدلالات والقدرة الفائقة علي التصوير؛ فهو يصف في جمل قليلة ما قد لا يبلغه غيره في صفحات طوال، سواء كان ذلك في رواياته أو مسرحياته. ويعتني الحكيم عناية فائقة بدقة تصوير المشاهد وحيوية تجسيد الحركة ووصف الجوانب الشعورية والانفعالات النفسية بعمق وإيحاء شديدين.
مرت كتابات الحكيم بثلاث مراحل حتى بلغ مرحلة النضج، وهي:

### المرحلة الأولى
وهي التي شهدت الفترة الأولى من تجربته في الكتابة، وكانت عباراته فيها لا تزال قليلة، واتسمت بشيء من الاضطراب حتى إنها لتبدو أحيانا مهلهلة فضفاضة إلى حد كبير، ومن ثم فقد لجأ فيها إلى اقتباس كثير من التعبيرات السائرة لأداء المعاني التي تجول في ذهنه، وهو ما جعل أسلوبه يشوبه القصور وعدم النضج. وفي هذه المرحلة كتب مسرحية أهل الكهف، وقصة عصفور من الشرق، وعودة الروح.

### المرحلة الثانية
حاول في هذه المرحلة العمل على مطاوعة الألفاظ للمعاني، وإيجاد التطابق بين المعاني في عالمها الذهني المجرد والألفاظ التي تعبر عنها من اللغة. ويلاحظ عليها أنها تمت بشيء من التدرج، وسارت متنامية نحو التمكن من الأداة اللغوية والإمساك بناصية التعبير الجيد. وهذه المرحلة تمثلها مسرحيات شهرزاد، والخروج من الجنة، ورصاصة في القلب، والزمار.

### المرحلة الثالثة
هي مرحلة تطور الكتابة الفنية عند الحكيم والتي عكست قدرته على صياغة الأفكار والمعاني بصورة جيدة. وخلال تلك المرحلة ظهرت العديد من مسرحياته مثل سر المنتحرة، نهر الجنون، وبراكسا، وسلطان الظلام.

## رائد المسرح الذهني
بالرغم من الإنتاج المسرحي الغزير للحكيم، الذي يجعله في مقدمة كتاب المسرح العربي وفي صدارة رواده، فإنه لم يكتب إلا عددًا قليلاً من المسرحيات التي يمكن تمثيلها علي خشبة المسرح ليشاهدها الجمهور، وإنما كانت معظم مسرحياته من النوع الذي يمكن أن يطلق عليه (المسرح الذهني)، الذي كتب ليقرأ فيكتشف القارئ من خلاله عالما من الدلائل والرموز التي يمكن إسقاطها علي الواقع في سهولة ويسر؛ لتسهم في تقديم رؤية نقدية للحياة والمجتمع تتسم بقدر كبير من العمق والوعي. وهو يحرص علي تأكيد تلك الحقيقة في العديد من كتاباته، ويفسر صعوبة تجسيد مسرحياته وتمثيلها علي خشبة المسرح؛ فيقول: (إني اليوم أقيم مسرحي داخل الذهن، وأجعل الممثلين أفكارا تتحرك في المطلق من المعاني مرتدية أثواب الرموز.. لهذا اتسعت الهوة بيني وبين خشبة المسرح، ولم أجد قنطرة تنقل مثل هذه الأعمال إلي الناس غير المطبعة).
ولا ترجع أهمية توفيق الحكيم إلي كونه صاحب أول مسرحية عربية ناضجة بالمعيار النقدي الحديث فحسب، وهي مسرحية (أهل الكهف)، وصاحب أول رواية بذلك المعنى المفهوم للرواية الحديثة وهي رواية (عودة الروح)، اللتين نشرتا عام 1932م، وإنما ترجع أهميته أيضًا إلى كونه أول مؤلف إبداعي استلهم في أعماله المسرحية الروائية موضوعات مستمدة من التراث المصري. وقد استلهم هذا التراث عبر عصوره المختلفة، سواء كانت فرعونية أو رومانية أو قبطية أو إسلامية، كما أنه استمد أيضا شخصياته وقضاياه المسرحية والروائية من الواقع الاجتماعي والسياسي والثقافي المعاصر لأمته.

## موقفه من الأحزاب والمرأة
بالرغم من ميول الحكيم الليبرالية ووطنيته، فقد حرص على استقلاله الفكري والفني، فلم يرتبط بأي حزب سياسي في حياته قبل الثورة؛ فلما قامت ثورة يوليو 1952 ارتبط بها وأيدها، ولكن في الوقت نفسه كان ناقدًا للجانب الديكتاتوري غير الديمقراطي الذي اتسمت به الثورة منذ بدايتها. كما تبنى الحكيم عددًا من القضايا القومية والاجتماعية وحرص على تأكيدها في كتاباته، فقد عنى ببناء الشخصية القومية، واهتم بتنمية الشعور الوطني ونشر العدل الاجتماعي وترسيخ الديمقراطية وتأكيد مبدأ الحرية والمساواة. ومع ما أشيع عن توفيق الحكيم من عداوته للمرأة، فإن كتاباته تشهد بعكس ذلك تمامًا؛ فقد حظيت المرأة بنصيب وافر في أدب توفيق الحكيم وتحدث عنها بكثير من الإجلال والاحترام الذي يقترب من التقديس. والمرأة في أدب الحكيم تتميز بالإيجابية والتفاعل، ولها تأثير واضح في الأحداث ودفع حركة الحياة، ويظهر ذلك بجلاء في مسرحياته شهرزاد وإيزيس والأيدي الناعمة وبجماليون وقصة الرباط المقدس وعصفور من الشرق وعودة الروح.
اشتهر الحكيم في حياته بلقب «عدو المرأة» ويقول: السبب في هذا الاتهام - كما رواه لصلاح منتصر في كتابه «شهادة توفيق الحكيم الأخيرة» يرجع إلى السيدة هدى شعراوي بسبب مهاجمتي أسلوبها في تشكيل عقلية المرأة المصرية خاصة البنات، بأن حذرتهن من الاستمرار في حياة الجواري وخدمة الرجال والأزواج في البيت لأنهن مساويات للرجل في كل شيء، واشتكى لي بعض الأزواج من البنات والزوجات، اللاتي يفكرن بطريقة شعراوي فهمهن لرقي المرأة وأنه استعلاء على الرجل وعدم الخدمة في البيت فكتبت في ذلك، ونصحت الزوجة الحديثة بأن تعرف على الأقل أن تهيئ الطعام لزوجها وأن أسهل صنف يمكن أن تطبخه له هو صينية البطاطس في الفرن.
وفي 1946م تزوج الحكيم أثناء عمله في «أخبار اليوم»، وأنجبت له زوجته طفلين هما إسماعيل وزينب، ولم يخبر أحداً بأمر زواجه حتى علق مصطفى أمين قائلاً (نحن الصحفيين مهمتنا الحصول على الأخبار ونحصل عليها من السراي ولا نعرف بزواج الحكيم) ويكتب مصطفى أمين عن زواجه في مقال له بعنوان (عدو المرأة يتزوج بشروطه) وينقله لنا الدكتور أحمد سيد محمد في كتابه «توفيق الحكيم.. سيرته وأعماله» فيقول: إنه أخفى عليهم أمره ثم اعترف لهم بأنه تزوج من سيدة مطلقة لها ابنتان، وأن الزواج عقلى الغرض الأول منه تأسيس بيت يصلح لحياة فنان، الكتب فيه أهم من الفراش، والموسيقى فيه أكثر من الطعام!

## الحكيم وعبد الناصر
أنزله جمال عبد الناصر منزلة الأب الروحي لثورة 23 يوليو، بسبب عودة الروح التي أصدرها الحكيم عام 1933، ومهّد بها لظهور البطل المنتظر الذي سيحيي الأمة من رقادها. منحه جمال عبد الناصر عام 1958 قلادة الجمهورية، وحصل على جائزة الدولة التقديرية في الآداب عام 1960، ووسام العلوم والفنون من الدرجة الأولى في نفس العام. لم يذكر أن عبد الناصر منع أي عمل لتوفيق الحكيم، حتى عندما أصدر «السلطان الحائر بين السيف والقانون» في عام 1959، و«بنك القلق» عام 1966، حيث انتقد النظام الناصري ودافع عن الديمقراطية. وصل الأمر أن عبد الناصر كان يستقبل الحكيم في أي وقت وبغير تحديد لموعد، وهو ما أكده الحكيم نفسه في جريدة الأهرام في 15 مارس 1965. بعد وفاة عبد الناصر عام 1970 وأثناء تأبين الزعيم سقط توفيق الحكيم مغمى عليه وهو يحاول تأبينه وبعد أن أفاق قال خطبة طويلة من ضمنها:
| توفيق الحكيم | اعذرني يا جمال. القلم يرتعش في يدي. ليس من عادتي الكتابة والألم يلجم العقل ويذهل الفكر. لن أستطيع الإطالة، لقد دخل الحزن كل بيت تفجعا عليك. لأن كل بيت فيه قطعة منك. لأن كل فرد قد وضع من قلبه لبنة في صرح بنائك | توفيق الحكيم |

إلا أن الحكيم في عام 1972 أصدر كتاب عودة الوعي مهاجما فيه جمال عبد الناصر بعنف. ترتبت على عودة الوعي ضجة إعلامية، حيث اختزل الحكيم موقفه من التجربة الناصرية التي بدأت كما ذكر: يوم الأربعاء 23 يوليو 1952 حتى يوم الأحد 23 يوليو 1973، واصفا هذه المرحلة بأنها كانت مرحلة عاش فيها الشعب المصري فاقد الوعي، مرحلة لم تسمح بظهور رأي في العلن مخالف لرأي الزعيم المعبود. وأعلن في كتابه أنه أخطأ بمسيرته خلف الثورة بدون وعي قائلا:
| توفيق الحكيم | العجيب أن شخصا مثلي محسوب على البلد هو من أهل الفكر قد أدركته الثورة وهو في كهولته يمكن أن ينساق أيضا خلف الحماس العاطفي، ولا يخطر لي أن أفكر في حقيقة هذه الصورة التي كانت تصنع لنا، كانت الثقة فيما يبدو قد شلت التفكير سحرونا ببريق آمال كنا نتطلع إليها من زمن بعيد، وأسكرونا بخمرة مكاسب وأمجاد، فسكرنا حتى غاب عنا الوعي. أن يري ذلك ويسمعه وأن لا يتأثر كثيرا بما رأي وسمع ويظل علي شعوره الطيب نحو عبد الناصر. أهو فقدان الوعي. أهي حالة غريبة من التخدير. | توفيق الحكيم |

في فبراير 1972م كتب بيده بيان المثقفين المؤيدين لحركة الطلاب، ووقّعه معه وقتذاك نجيب محفوظ. ساءت بعدها علاقة الحكيم مع محمد أنور السادات حيث قال السادات وقتذاك «رجل عجوز استبد به الخرف، يكتب بقلم يقطر بالحقد الأسود، إنها محنة أن رجل رفعته مصر لمكانته الأدبية إلى مستوى القمة ينحدر إلى الحضيض في أواخر عمره». حاول بعدها محمد حسنين هيكل جمع الحكيم مع السادات ونجح بذلك بعد حريق مبنى الأوبرا.

## أعماله الأدبية

### الروايات
- 1933 – عودة الرّوح
- 1936 – القصر المسحور مع (طه حسين)
- 1937 – يوميّات نائب في الأرياف
- 1938 – عصفور من الشّرق
- 1938 – أشعب
- 1939 – راقصة المَعبد روايات قصيرة
- 1940 – حمار الحكيم
- 1944 – الرّباط المُقدس

### القصص
- 1938 – عهد الشّيطان قصص
- 1941 – سلطان الظّلام قصص
- 1953 – عدالة وفن قصص
- 1953 – أرني الله قصص
- 1966 – ليلة الزّفاف قصص قصيرة

### المسرحيات
- 1933 – أهل الكهف
- 1934 – شهرزاد
- 1939 – براكسا أو مشكلة الحُكم
- 1943 – بجماليون
- 1943 – سليمان الحكيم
- 1949 – الملك أوديب
- 1950 – مسرح المُجتمع
- 1959 – الأيدي النّاعمة
- 1955 – إيزيس
- 1956 – الصّفقة
- 1956 – المسرح المُنوّع
- 1957 – لعبة الموت
- 1957 – أشواك السّلام
- 1957 – رحلة إلى الغد
- 1960 – السّلطان الحائر
- 1962 – يا طالع الشّجرة
- 1963 – الطّعام لكلِّ فمّ
- 1965 – شمس النّهار
- 1966 – مصير صرصار
- 1966 – الورطة
- 1967 – بنك القلق (رواية مسرحيّة)
- 1972 – مجلس العدلّ
- 1974 – الدّنيا (رواية هزليّة مسرحيّة)
- 1975 – الحمير

### المقالات
- 1938 – تحت شمس الفكر
- 1938 – حماري قال لي
- 1941 – من البُرج العاجيّ
- 1942 – تحت المِصباح الأخضر
- 1952 – فن الأدب
- 1975 – ثورة الشّباب
- 1976 – بين الفكر والفنّ
- 1976 – أدب الحياة
- 1980 – تحدّيات سنة 2000.

### النصوص والدراسات
- 1945 – شجرة الحُكم (نصوص سياسيّة)
- 1954 – عصا الحكيم (نصوص حواريّة)
- 1954 – تأمّلات في السّياسة (نصوص فكريّة)
- 1955 – التعادليّة (نصوص فكريّة)
- 1967 – قالبنا المسرحيّ (دراسة)
- 1974 – حديث مع الكوكب (حوار فلسفيّ)
- 1977 – مُختار تفسير القرطبيّ (تفسير)
- 1983 – التعادليّة مع الإسلام والتعادليّة (فلسفة)
- 1983 – الأحاديث الأربعة (فكر دينيّ)
- 1985 – شجرة الحُكم السياسيّ (نصوص سياسيّة)

### السير
- 1936 – محمد - صلّى الله عليه وسلّم - سيرة حواريّة
- 1943 – زهرة العُمر سيرة ذاتيّة
- 1964 – سجن العمر سيرة ذاتيّة
- 1972 – رحلة بين عصرين ذكريات
- 1974 – عودة الوعي ذكريات سياسيّة
- 1975 – في طريق عودة الوعي ذكريات سياسيّة
- 1983 – مصر بين عهدين ذكريات

### أخرى
- 1940 – نشيد الأنشاد دينيّ
- 1964 – رحلة الرّبيع والخريف شعر
- 1982 – ملامح داخليّة حوار

## كتب نشرت في لغة أجنبية
| اسم العمل              | النوع  | الإصدار | ترجمة |
| ---------------------- | ------ | ------- | --- |
| شهر زاد                | مسرحية | 1934    | في باريس عام 1936 بمقدمة لجورج لكونت عضو الأكاديمية الفرنسية في دار نشر نوفيل أديسون لاتين وترجم إلى الإنجليزية في دار النشر بيلوت بلندن ثم في دار النشر كروان بنيويورك في 1945. وبأمريكا دار نشر ثرى كنتننتزا بريس واشنطن 1981. |
| عودة الروح             | رواية  | 1933    | ترجمت ونشرت بالروسية في لننجراد عام 1935 وبالفرنسية في باريس عام 1937 في دار فاسكيل للنشر وبالإنجليزية في واشنطن 1984. |
| يوميات نائب في الأرياف | رواية  | 1937    | ترجم ونشر بالفرنسية عام 1939 (طبعة أولى) وفي عام 1942 (طبعة ثانية) وفي عام 1974 و1978 (طبعة ثالثة ورابعة وخامسة بدار بلون بباريس وترجم ونشر بالعبرية عام 1945 وترجم ونشر باللغة الإنجليزية في دار (هارفيل) للنشر بلندن عام 1947 -ترجمة أبا إيبان- ترجم إلى الأسبانية في مدريد عام 1948 وترجم ونشر في السويد عام 1955، وترجم ونشر بالألمانية عام 1961 وبالرومانية عام 1962 وبالروسية 1961. |
| الأيدي الناعمة (فيلم)  | مسرحية | 1959    | عام 1946. وكتب مقدمة النسخة العربية الشيخ مصطفى عبد الرازق شيخ الأزهر الأسبق.[بحاجة لمصدر] |
| عصفور من الشرق         | رواية  | 1938    | ترجم ونشر بالفرنسية عام 1946 طبعة أولى، ونشر طبعة ثانية في باريس عام 1960. |
| عدالة وفن              | قصص    | 1953    | ترجم ونشر بالفرنسية في باريس بعنوان (مذكرات قضائى شاعر) عام 1961. |
| بجماليون               | مسرحية | 1942    | ترجم ونشر بالفرنسية في باريس عام 1950. |
| الملك أوديب            | مسرحية | 1949    | ترجم ونشر بالفرنسية في جت عام 1950، وبالإنجليزية في أمريكا بدار نشر ثرى كنتننتزا بريس بواشنطن 1981. |
| سليمان الحكيم          | مسرحية | 1943    | ترجم ونشر بالفرنسية في باقة عام 1950 وبالإنجليزية في أمريكا بواشنطن 1981. |

- من أعماله المترجمة الأخرى: نهر الجنون، الشيطان في خطر le demon en danger de Kta Am، بين يوم وليلة، المخرج، بيت النمل، الزمار، براكسا أو مشكلة الحكم، السياسة والسلام ترجم ونشر بالفرنسية في باريس عام 1950م. شمس النهار، صلاة الملائكة، الطعام لكل فم، الأيدى الناعمة، شاعر على القمر، الورطة ترجم ونشر بالإنجليزية في أمريكا (ثرى كنتننتز) واشنطن عام 1981م. العش الهادئ، أريد أن اقتل، الساحرة، لو عرف الشباب، الكنز، دقت الساعة ترجم ونشر بالفرنسية في باريس عام 1954م، أنشودة الموت ترجم ونشر بالإنجليزية في لندن هاينمان عام 1973، وبالأسبانية في مدريد عام 1953م. رحلة إلى الغد ترجم ونشر بالفرنسية في باريس عام 1960، وبالإنجليزية في أمريكا بواشنطن عام 1981م الموت والحب ترجم ونشر بالفرنسية في باريس عام 1960واشعب الحكاية التي نلت الشهرة.
- السلطان الحائر ترجم ونشر بالإنجليزية لندن هاينمان عام 1973م، وبالإيطالية في روما عام 1964م، ياطالع الشجرة ترجمة دنيس جونسون دافيز ونشر بالإنجليزية في لندن عام 1966 في دار نشر أكسفورد يونيفرستى بريس (الترجمات الفرنسية عن دار نشر «نوفيل ايديسيون لاتين» بباريس)، مصير صرصار ترجمة دنيس جونسون دافيز عام 1973م مع كل شيء في مكانه، السلطان الحائر، نشيد الموت لنفس المترجم عن دار نشر هاينمان لندن.
- الشهيد ترجمة داود بشاى بالإنجليزية جمع محمود المنزلاوى تحت عنوان أدبنا اليوم مطبوعات الجامعة الأمريكية بالقاهرة 1968م، محمد ترجمة دز إبراهيم الموجى 1964 بالإنجليزية نشر المجلس الأعلى للشئون الإسلامية، طبعة ثانية مكتبة الآداب 1983م، المرأة التي غلبت الشيطان ترجمة تويليت إلى الألمانية عام 1976 ونشر روتن ولوننج ببرلين، عودة الوعى ترجمة إنجليزية علم 1979م لبيلى وندر ونشر دار ماكملان لندن.

## معارك أدبية
اشتهر توفيق الحكيم على مدى تاريخه الطويل بالعديد من المعارك الفكرية التي خاضها أمام ذوي الاتجاهات الفكرية المخالفة له؛ فقد خاض معركة في أربعينيات القرن العشرين مع الشيخ المراغي شيخ الأزهر آنذاك، ومع مصطفى النحاس زعيم الوفد، وفي سبعينيات القرن العشرين خاض معركة مع اليسار المصري بعد صدور كتاب «عودة الوعي»، وكانت آخر معارك الحكيم الفكرية وأخطرها حول الدين عندما نشر توفيق الحكيم على مدى أربعة أسابيع ابتداء من 1 مارس 1983 سلسلة من المقالات بجريدة الأهرام بعنوان «حديث مع وإلى الله».

## آراء معاصريه من الكبار
- طه حسين أختلف الحكيم مع طه حسين في الأسلوب، إلا أنه أقر له بأنجازاته، حيث قال حسين: «إن الحكيم يفتح باباً جديداً في الأدب العربى هو باب الأدب المسرحى الذي لم يعرفه العرب من قبل في أي عصر من عصورهم. إلا أنه انتقده في مسرح العبث، وذلك في مسرحية الأيدي الناعمة والتي قام بدور البطولة فيها وقتها يوسف وهبي، فقد نقل عن طه حسين قوله:» إن (أخانا) توفيق يحاول أن يكون شخصاً آخر، فرنسياً يعيش في باريس، ولا علاقة له بالقاهرة ومصر واللغة العربية، إن مسرح العبث عند الحكيم ثقيل الدم، ولا يبعث على الضحك، وإذا ضحكنا فعلى المؤلف وليس مع الممثلين!، إن في فرنسا شعراء عبثيبن ولكن دمهم أخف من ظلهم، أما توفيق الحكيم فهو ثقيل الدم والظل معا.

رد الحكيم على تعليق طه حسين قائلا:
| توفيق الحكيم | طبعاً مش عاجبه كل اللي أنا قلته، أنا عارف هوه عاوز واحد يقول 2 + 2 = 4، يقولها بصوت هامس وبصوت عال ويلحنها محمد عبد الوهاب وتغنيها أم كلثوم، ولكن لا يوجد في الدنيا شيء بهذا الوضوح ولا هذا المنطق، بلاش الدنيا، ان الإنسان نفسه عقدة العقد وليس في السلوك الإنساني هذه البديهيات وليس ضرورياً. | توفيق الحكيم |

- محمد حسنين هيكل اشترك مع الحكيم في العمل في جريدة أخبار اليوم وقال عنه : أنا كنت مبهورا بالأديب والفنان وهو كان مبهوراً بالصحفي.
- كما تعرض الحكيم لنقد لاذع من محمد لطفي جمعة، وهو ناقد محافظ من مدرسة دار العلوم، الذي يقول في مذكراته:[14]

| توفيق الحكيم | إن جمود قريحة الأستاذ توفيق الحكيم أمر لا شك فيه، فإنه لم يبتكر شيءًا بل عاش علي إنتاج الأقدمين والجدد، مثال ذلك أنه انتحل قصة أهل الكهف كما وردت في القرآن وتاريخ جيبون وكتاب Looking Backward، ثم اتخذ اسم شهرزاد وصنع قصته وكتاب البخلاء وغيره وحياة الرسول ووضع كتابًا، وقصة تمثيلية فرنسية اخترع منها المنتحرة، ثم انتحل قصة نهر الجنون ونسبها لنفسه وهي بالإنجليزية في دائرة المعارف لتشامبرز قرأتها بنفسي.. | توفيق الحكيم |

- وزير التعليم القباني انتقده بشدة قائلا لعبد الناصر: «إن الحكيم ليس إدارياً وإنه كسول وكونه أديباً مشهوراً ليس معناه أنه يصلح لإدارة دار الكتب. وطالب عبد الناصر بإقالته، إلا أن عبد الناصر قال:» لا أرضى للثورة أن تضع هذه النقطة في تاريخها فقدم القباني استقالته احتجاجا على تمسك عبد الناصر بالحكيم.

## مناصب وجوائز تقديرية

### مناصب
- رئيس اللجنة العليا للمسرح بالمجلس الأعلى للفنون والآداب سنة 1966.
- مقرر للجنة فحص جوائز الدولة التقديرية في الفنون.
- نائب فخري بمجلس الأدباء.
- رئيس للهيئة العالمية للمسرح
- عضو في المجلس القومي للخدمات والشؤون الاجتماعية.
- رئيس لمجلس إدارة نادي القصة.
- رئيس للمركز المصري للهيئة العالمية للمسرح.
- كاتب متفرغ بصحيفة الأهرام القاهرية.

### جوائز
- قلادة الجمهورية عام 1957.
- جائزة الدولة في الآداب عام 1960، ووسام الفنون من الدرجة الأولى.
- قلادة النيل عام 1975.
- الدكتوراه الفخرية من أكاديمية الفنون عام 1975.
- أطلق اسمه على فرقة (مسرح الحكيم) في عام 1964 حتى عام 1972
- أطلق اسمه على مسرح محمد فريد اعتباراً من عام 1987.

## كتب ودراسات عنه
- توفيق الحكيم والأدب الشعبي: أنماط من التناص الفلكلوري، محمد رجب النجار،